# Acrion
Acrion là một người Locri và một triết gia theo trường phái Pythagoras. Ông đã được Valerius Maximus đề cập tới dưới tên gọi Arion. Theo William Smith, Arion là một cách đọc sai, thay vì Acrion.